# Столбы (Жирятинский район)
Столбы (в старину также Столба) — деревня в Жирятинском районе Брянской области, в составе Морачёвского сельского поселения. 
 Расположена в 5 км к северо-западу от села Морачёво. Население — 5 человек (2010). Теперь 6

## История
Упоминается с XVII века (также — как хутор). Бывшее владение Васильчиковых, Надеиных и др.; входила в приход села Быковичи.
С 1861 по 1924 год входила в Княвицкую волость Брянского (с 1921 — Бежицкого) уезда; в 1924—1929 гг. в Овстугскую волость, с 1929 в Жирятинский район, а при его временном расформировании (1932—1939, 1957—1985) — в Жуковский район.
До 1954 года являлась центром Столбянского сельсовета, в 1954—1985 — в Быковичском сельсовете.